# تقطیر آزئوتروپی

وسایل معمول مورد استفاده در تقطیر آزئوتروپی

تقطیر آزئوتروپی (به انگلیسی: Azeotropic distillation) روشی برای جداسازی محلول‌هایی است که دارای نقطه آزئوتروپی هستند.